# Не люби мне мозги
«Не люби мне мозги» - другий російськомовний альбом українських виконавців Потапа та Анастасії Каменських, який був випущений 2009 року.